# Jiří Hlavatý (podnikatel)
Jiří Hlavatý (* 29. července 1948) je český podnikatel, generální ředitel a majitel textilní společnosti Juta ze Dvora Králové nad Labem, od října do listopadu 2017 poslanec Poslanecké sněmovny PČR a mezi lety 2014–2017 senátor za obvod č. 39 – Trutnov, nestraník za hnutí ANO 2011. K roku 2021 je podle časopisu Forbes 27. nejbohatším Čechem s majetkem okolo 10,8 miliardy korun.

## Život
Vystudoval strojní inženýrství na Vysoké škole strojní a textilní v Liberci a získal titul Ing.
Po absolvování vysoké školy nastoupil v roce 1972 do textilního podniku Juta ve Dvoře Králové nad Labem. V podniku prošel dělnickými profesemi, pozicí vedoucího provozu, vývojáře, technologa či vedoucího prodeje. Jako generální ředitel vede textilku od ledna 1989 a od roku 2007 ji vlastní.
V roce 2013 získal ocenění Podnikatel roku. Dne 28. října 2015 ho prezident Miloš Zeman vyznamenal Medailí Za zásluhy.
Jiří Hlavatý je ženatý, má syna. (Forbes uvádí dvě děti.)

## Politické působení

### Senátor Parlamentu ČR
Ve volbách do Senátu v roce 2014 kandidoval jako nestraník za hnutí ANO 2011 v obvodu č. 39 – Trutnov. Se ziskem 34,39 % hlasů vyhrál první kolo a postoupil do kola druhého. V něm porazil poměrem hlasů 63,94 % : 36,05 % nestraníka za TOP 09 a STAN Adolfa Klepše a stal se senátorem.

### Poslanec Parlamentu ČR
Ve volbách do Poslanecké sněmovny v roce 2017 kandidoval jako nestraník za hnutí ANO 2011 v Královéhradeckém kraji. Ziskem 4859 preferenčních hlasů se z osmnáctého místa kandidátky posunul na druhé místo a byl zvolen poslancem. Dnem zvolení tak zanikl jeho senátorský mandát v souladu s čl. 22 Ústavy ČR a prezident republiky obratem vyhlásil doplňovací volby do Senátu ve volebním obvodu č. 39.
Hlavatý, jenž zastával funkci zákonodárce po předešlé tři roky, nebyl dle svých slov s uvedeným ústavním principem obeznámen a navzdory účasti na kandidátce do sněmovny se nechtěl stát poslancem. Na základě toho se rozhodl opět kandidovat do senátu v doplňovacích volbách, jež byly vyvolány jeho zvolením do sněmovny.
K záležitosti se vyjádřil mimo jiné takto:
- Kvůli ztrátě senátorského mandátu, který zanikl mým zvolením, se však cítím podveden. Nepovažuji to za demokratické a vracíme se zpátky do totality. Měl bych si svobodně zvolit, jestli budu v Poslanecké sněmovně nebo zůstanu senátorem. Ti, kdo byli zvoleni, by měli mít možnost si vybrat. Nikoliv, aby jim zákon nařizoval, že zvolením jim mandát automaticky končí. Takhle jsem se stal obětí. Nikdo mě na to ani neupozornil. Pokud bych se rozhodl nebýt poslancem, tak dnes končím v politice,…[10]
- Tím, jak jsem byl zvolen poslancem a vykroužkován, tak jsem okamžitě ztratil mandát senátora. Volby se konají ne proto, že Hlavatý znova kandiduje a chce obhájit post, ale volby se konají proto, že 4850 voličů Hlavatého vykroužkovalo. [...] To byli oni, kdo způsobil to, že teď budou doplňovací volby. Jinak si to nedovedu vysvětlit,…[9]
- Byla to vůle voličů, já tu vůli samozřejmě respektuji, a pokud nebudu zvolen, tak budu pokračovat v Poslanecké sněmovně,…[9]
- Já jsem se nenechal zvolit poslancem. Musíte se obrátit na 4850 lidí, kteří mě vykroužkovali. A jich se zeptejte na to, aby zaplatili náklady na dodatečné volby. Ale ne mě,…[9]

Dne 24. listopadu 2017 se poslaneckého mandátu vzdal; nahradila jej Eva Matyášová.

### Opětovná kandidatura do Senátu Parlamentu ČR
V doplňovacích volbách do Senátu PČR v lednu 2018 se pokusil získat mandát, který dříve sám uvolnil. Jako nestraník nominovaný hnutím ANO 2011 opět kandidoval v trutnovském senátním obvodu a se ziskem 25,21 % hlasů postoupil z druhého místa do druhého kola. Ve druhém kole ovšem získal pouhých 32,88 % hlasů, a tudíž byl senátorem zvolen protikandidát Jan Sobotka (nestraník za hnutí STAN s podporou TOP 09, KDU-ČSL a ODS, 67,11 %).
V rozhovorech bezprostředně po volbách komentoval volební výsledek a vrátil se k okolnostem pozbytí senátorského mandátu poté, co se stal poslancem:
- (o výsledku voleb) Řada novinářů mi řekla, že to bylo referendum proti Babišovi, ať si z toho nic nedělám.[14]
- Já jsem měl dneska asi deset telefonátů a všech novinářů jsem se ptal, jestli to věděli. A nikdo z nich to nevěděl. Všichni si mysleli, že mandát senátora končí až tím, když složím slib poslance. Takže mě mrzelo, že ze mě se udělal blbeček a hlupák.[14]